# Dąbrowa (gmina Milejów)
Dąbrowa – kolonia w Polsce położona w województwie lubelskim, w powiecie łęczyńskim, w gminie Milejów.
W latach 1975–1998 miejscowość należała administracyjnie do województwa lubelskiego.
Miejscowość na Polesiu Zachodnim położona nad kanałem Kanał Wieprz-Krzna, stanowi sołectwo gminy Milejów.